# Pacifische Noordequatoriale stroom

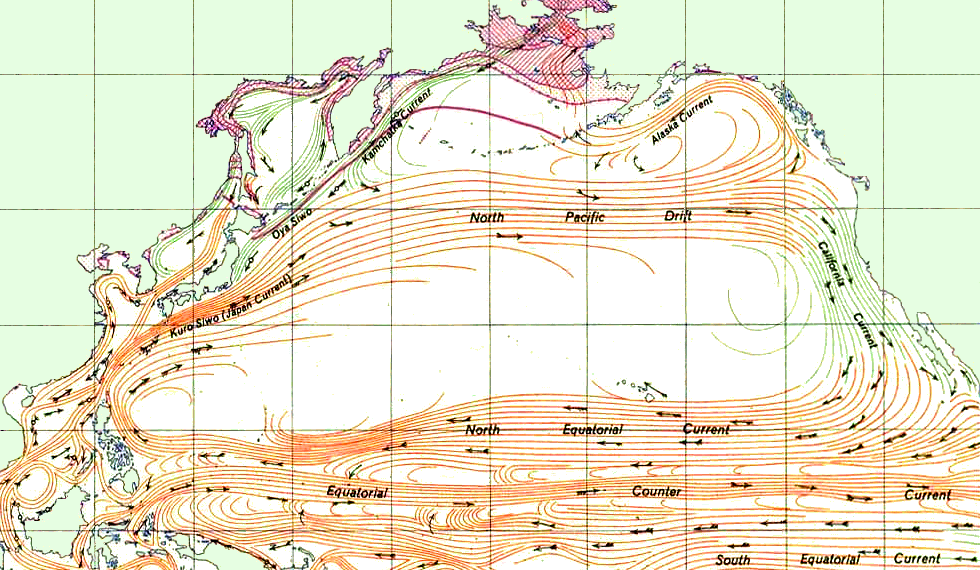
Pacifische Noordequatoriale stroom aangeduid met North Equatorial Current

De Pacifische Noordequatoriale stroom is een westwaarts gaande zeestroom in het noordelijk deel van de Grote Oceaan. De zeestroom is een van de twee zeestromen die de naam Noordequatoriale stroom draagt (de andere zeestroom is de Atlantische Noordequatoriale stroom in de Atlantische Oceaan). 
De zeestroom voert zeewater vanaf de westkust van Mexico de oceaan over richting de Filipijnen. Het is voor een groot deel een voortzetting van de Californische stroom en sluit uiteindelijk weer aan bij de zeestroom Kuroshio. Ten zuiden van de Pacifische Noordequatoriale stroom ligt de Pacifische Equatoriale tegenstroom die in oostelijke richting stroomt. Ten noorden van de Pacifische Noordequatoriale stroom ligt de Noord-Pacifische gyre.